# Starbase

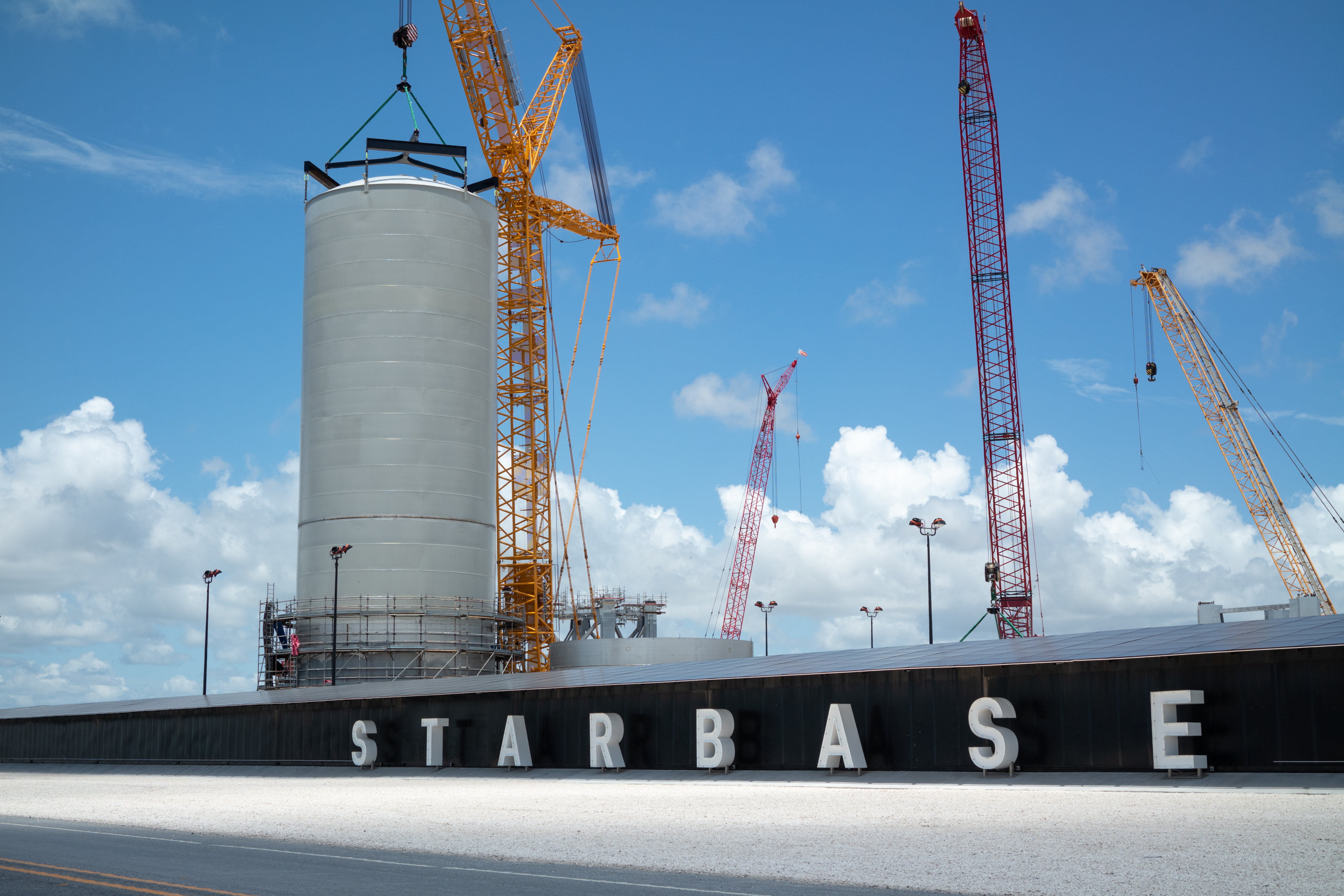
Bauarbeiten am Treibstofflager des Starship-Startplatzes (2021)

Starbase ist eine Gemeinde nahe Brownsville, Texas, auf deren Gebiet sich unter anderem ein Weltraumbahnhof, eine Raketenfabrik und das Dorf Boca Chica Village befinden. Eigentümer des Großteils dieses Areals und Betreiber der technischen Anlagen ist das US-amerikanische Raumfahrtunternehmen SpaceX.

## Lage und Aufbau
Starbase liegt an der Küste des Golfs von Mexiko, fünf Kilometer nördlich der mexikanischen Grenze. 
Wegen Ölbohrplattformen im Golf von Mexiko und vorgelagerten Inseln sind die verfügbaren Flugrouten für Raketen beschränkt. Die ersten Starship-Testflüge erfolgten auf östlichen, suborbitalen Bahnen.

### SpaceX-Anlagen

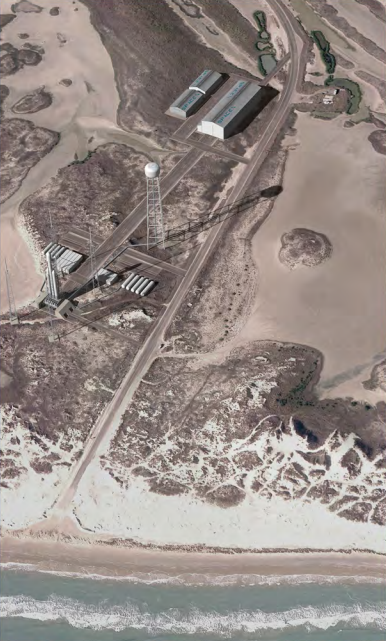
Künstlerische Darstellung des ursprünglich geplanten Startgeländes

Die SpaceX-Anlagen umfassen ein Produktionsgelände, ein Testgelände, einen Startplatz und einen Kontrollzentrumsbereich. Diese sind über den Texas State Highway 4 verbunden, der von Brownsville bis ans Meer führt. Nördlich der Anlage befinden sich öffentliche Parks und im Osten ein öffentlicher Strand, der bei jedem Raketenstart für bis zu 15 Stunden gesperrt werden muss. Im Süden grenzt das Gelände an ein Naturschutzgebiet. Direkt östlich der Raketenfabrik liegt Boca Chica Village, ein Dorf, das bei der Volkszählung 2000 lediglich 26 Einwohner hatte.
Das Startgelände ist wenige hundert Meter vom Meer entfernt. Es besitzt keine schrägen  Rampen, sondern die Raketen werden nur auf eine Starthalterung gestellt. Für das Starship-System wurde ein Start- und Integrationsturm errichtet, der über eine Auffangrichtung für landende Raketenstufen (genannt „Mechazilla“) und ein Wasserflutungssystem zur Schalldämpfung verfügt. Er dient auch als Blitzschutz, während die ursprüngliche Planung vier separate Blitzableitertürme vorgesehen hatte. Ein weiter Start- und Integrationsturm ist im Bau.
Etwa drei Kilometer westlich, direkt an das frühere Dorf Boca Chica angrenzend, befindet sich das heutige Hauptproduktionsgelände, das ursprünglich als Mars Crossing bezeichnet wurde. Dort befinden sich unter anderem die Raketenfabrik (Starfactory), Kontrollzentren und Unterstützungseinrichtungen.
Die ursprüngliche Planung aus dem Jahr 2014 sah langfristig 150 permanente Mitarbeiter vor. Diese Zahl wurde durch den Aufbau der Starship-Produktion und des Testbetriebs erheblich überschritten. Im Februar 2020 arbeiteten 500 Personen auf dem Gelände, und die Zahl stieg in den Folgejahren weiter stark an.

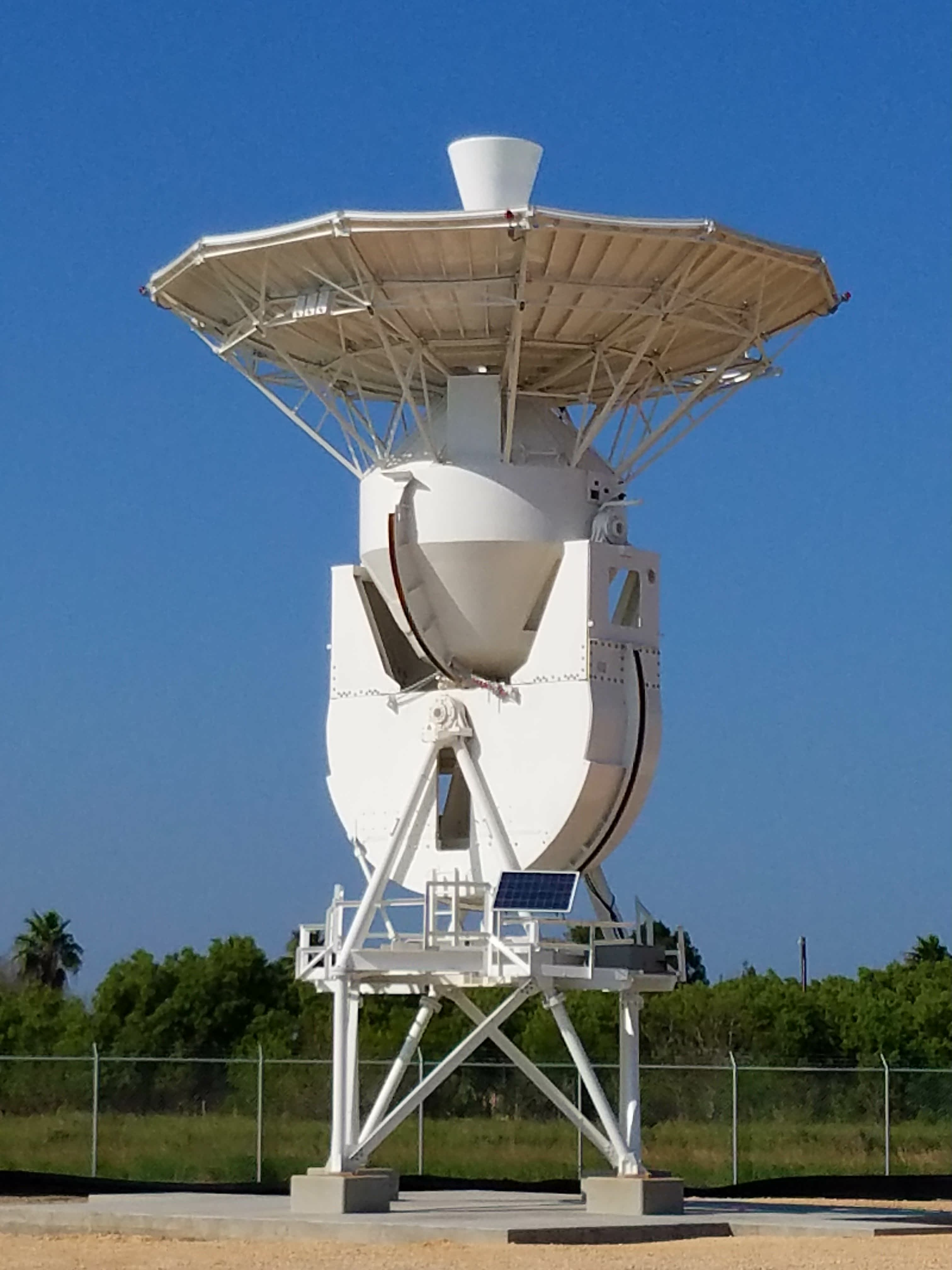
Eine Antenne der Bodenstation in Boca Chica

### Stargate
Neben dem Kontrollzentrum befindet sich das Stargate, eine gemeinsame Betriebs- und Forschungseinrichtung von SpaceX und der University of Texas Rio Grande Valley. Es dient der Bodenkommunikation mit Raumfahrzeugen, insbesondere im Rahmen des Starship-Programms, und soll eine neue Technologie für das Nachverfolgen von Raumfahrzeugen und für die Satellitenkommunikation entwickeln. Die Universität stellte – unabhängig von den öffentlichen Fördermitteln für SpaceX – 9 Millionen US-Dollar für dieses Projekt bereit. Das National Radio Astronomy Observatory, das Jet Propulsion Laboratory und das United States Naval Research Laboratory bekundeten Interesse an einer Beteiligung an Stargate; das Arecibo-Observatorium wurde 2020 zerstört. Von der NASA wurden zwei ausgediente S-Band-Antennen übernommen. Sie dienten früher zur Kommunikation mit dem Space Shuttle.

## Geschichte des Weltraumbahnhofs

### Vorbereitungen
Erste Gespräche zwischen SpaceX und Vertretern der texanischen Regierung über den Bau eines Raketenstartplatzes fanden im Jahr 2011 statt. Zu diesem Zeitpunkt betrieb SpaceX nur einen aktiven Startplatz, SLC-40 in Florida, und die Falcon 9 hatte erst zwei (Test-)Flüge absolviert. Im Juli 2011 begann die Herrichtung eines zweiten Startkomplexes für Falcon-Raketen (SLC-4W) auf der Vandenberg Air Force Base in Kalifornien. Beide Plätze befinden sich auf Militärbasen, d. h., es gelten besondere Sicherheitsvorkehrungen und Zugangsbeschränkungen.
Im September 2011 erwähnte der SpaceX-Gründer und -CEO Elon Musk, dass zusätzlich eine eigene Einrichtung speziell für kommerzielle Starts geplant sei. Sechs Wochen darauf bestätigte das Unternehmen, dass man wegen der steigenden Zahl an Startaufträgen die Errichtung eines weiteren Startplatzes plane. Dafür würde neben dem Bau einer eigenen Anlage auch die Mitnutzung bestehender Startgelände in Virginia, Kalifornien, Alaska und Florida geprüft. Für einen eigenen Weltraumbahnhof wurden mehrere Standorte in Texas sowie Areale in Florida, Georgia und Puerto Rico in Betracht gezogen.
Im April 2012 leitete die zuständige Aufsichtsbehörde FAA eine Umweltverträglichkeitsprüfung für das Boca-Chica-Gelände, genannt „SpaceX Texas Launch Site“, ein. Zwei Monate darauf begann SpaceX, Land im Cameron County anzukaufen und anzumieten, d. h. in Boca Chica Village und Umgebung. Bis April 2013 hatte sich das Unternehmen auf Boca Chica als einzige Option für einen eigenen Standort festgelegt. Die Alternativen seien teils logistisch zu ungünstig gelegen, teils waren die Grundstücke schwer verfügbar oder die Raketen wären über bewohntes Gebiet geflogen. Gegen Florida sprach auch, dass eine geografische Diversifizierung gewünscht war, sodass z. B. bei einer Naturkatastrophe nicht mehrere Startplätze betroffen wären. Abgesehen von Puerto Rico ist Boca Chica auch der am südlichsten gelegene Platz und ermöglicht dadurch die höchsten geostationären Nutzlasten.
Im Juli 2014 bescheinigte die FAA die Umweltverträglichkeit der geplanten Anlage in Boca Chica Village; dabei wurden jährlich bis zu zwölf Falcon-9- und Falcon-Heavy-Starts zugrunde gelegt. Zu diesem Zeitpunkt besaß SpaceX bereits mindestens 16 Hektar Land im Cameron County und hatte weitere 23 Hektar angemietet.

### Bau

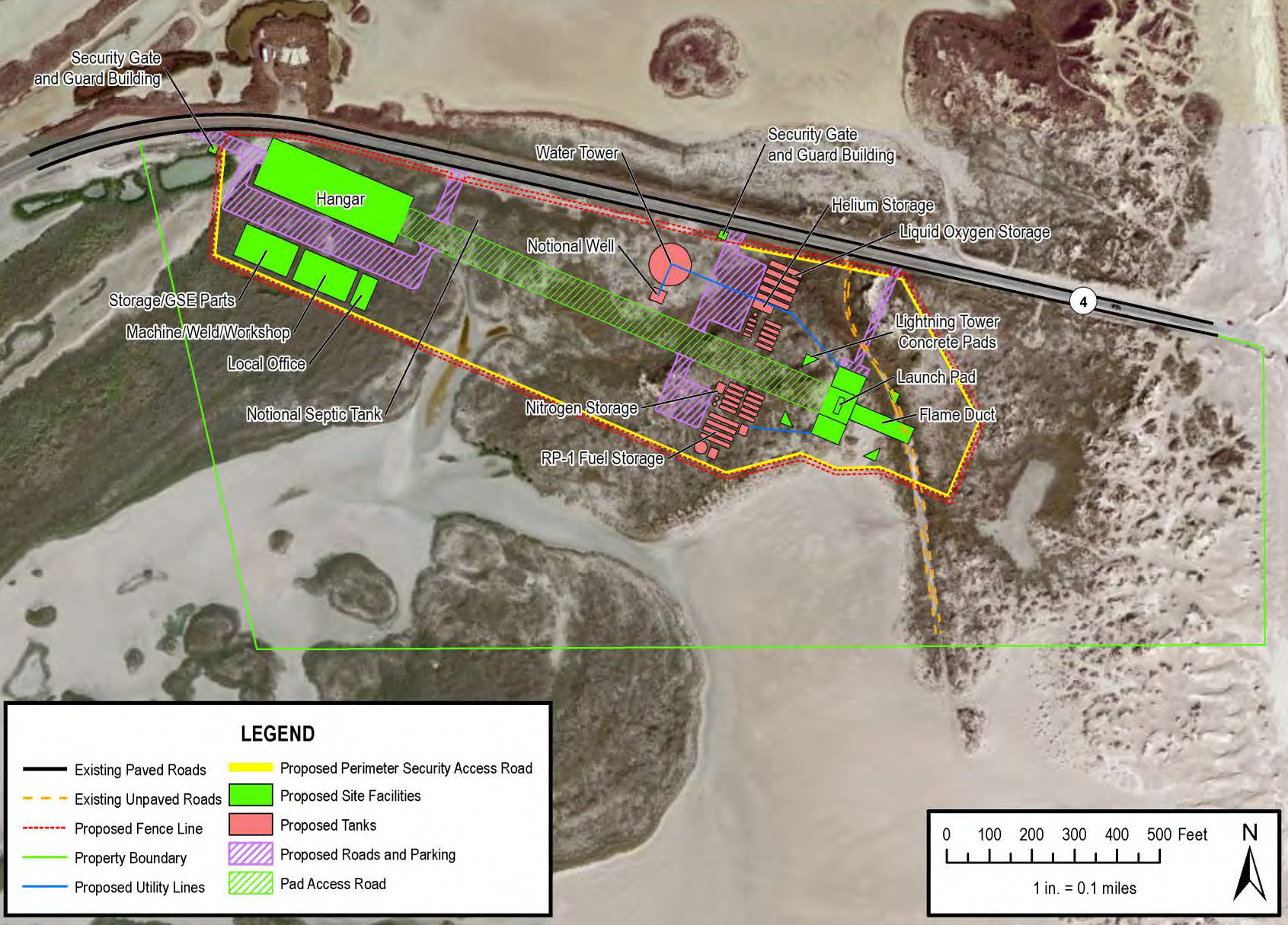
Ursprünglich geplanter Aufbau des Startgeländes, Stand 2014

Offizieller Baubeginn war am 22. September 2014. Eine Fertigstellung war zunächst für Ende 2016 angekündigt, aber die Bauarbeiten kamen in den ersten drei Jahren nur schleppend voran. Das anstehende Gestein lag tiefer als erwartet, sodass der Boden aufwändig befestigt werden musste.  Verzögerung ergab sich auch nach der Explosion einer Falcon 9 im September 2016, als SpaceX-Personal damit beschäftigt wurde, den zerstörten Startplatz SLC-40 auf der Cape Canaveral Air Force Station wieder aufzubauen; weiterhin war der zwischenzeitlich angemietete Platz LC-39A – ebenfalls am Cape Canaveral – für den Erststart der Falcon Heavy vorzubereiten. SpaceX musste 81.000 von bereits ausgezahlten 400.000 $ an Subventionen zurückzahlen, weil nur 10 der bis Ende 2016 zugesagten 60 Arbeitsplätze geschaffen worden waren. Die Baukosten für den Weltraumbahnhof wurden 2017 auf über 100 Millionen US-Dollar geschätzt; davon sollten mindestens 15 Millionen mit öffentlichen Geldern subventioniert werden.
Erst 2018 intensivierten sich die Arbeiten in Boca Chica, und das Gelände wurde schrittweise zum Produktions- und Testzentrum für die neue SpaceX-Rakete Starship ausgebaut. Bis zum Frühjahr 2019 wurden ein Tanklager und ein Startplatz für Testflüge errichtet. Im Jahr 2020 lag der Schwerpunkt auf dem Aufbau der Starship-Fertigung. In mehreren Großzelten und vertikalen Hangars wurde eine Fertigungsstraße für die Serienproduktion des Raumschiffs eingerichtet.

### Nutzung
Von April bis August 2019 fanden auf dem Gelände Übungen mit der Starship-ähnlichen Versuchsrakete Starhopper statt. Das Fluggerät war während des Startplatzbaus auf einem anderen SpaceX-Gelände in Boca Chica konstruiert worden. Es absolvierte je einen kurzen Flug am 26. Juli und am 27. August (MESZ). Ab dem Jahr 2020 starteten in Boca Chica mehrere Starship-Prototypen zu Testflügen.

## Geschichte der Gemeinde
Ab 2021 wurde die Bezeichnung Starbase durch SpaceX und Medien regelmäßig verwendet; ab Anfang 2022 war sie für die SpaceX-Einrichtungen in Südtexas allgemein gebräuchlich. Im Juli 2024 kündigte Elon Musk an, den SpaceX-Hauptsitz von Hawthorne, Kalifornien, nach Texas auf das Starbase-Gelände verlegen zu wollen.
Im Dezember 2024 reichte SpaceX eine Petition mit dem Ziel ein, Starbase zu einer eigenen Stadt zu machen. Im Mai 2025 stimmten die Bewohner des Areals – überwiegend Angestellte von SpaceX – zu 97 % für die Gründung der Gemeinde „Starbase“. Am 20. Mai wurde die Gemeindegründung amtlich bestätigt.

## Kritik
Unter den Anwohnern von Boca Chica Village herrschte erhebliches Misstrauen gegenüber SpaceX. Manche waren unzufrieden mit der Unruhe, die der Raumfahrtbetrieb in das abgelegene Dorf brachte. Andere befürchteten Risiken durch Raketenfehlstarts. David Kanipe, ehemaliger NASA-Ingenieur und Associate Professor für Luftfahrt-Ingenieurwesen an der Texas A&M University, kritisierte den Abstand von nur knapp drei Kilometern zwischen Startplatz und Dorf. Bei Starts am Cape Canaveral müssten Zuschauer üblicherweise mindestens drei Meilen (knapp fünf Kilometer) vom Geschehen entfernt sein.
Für Unmut sorgten Anweisungen, die SpaceX im Sommer 2015 an die Dorfbewohner herausgab. Demnach mussten sie sich im County registrieren lassen, an Starttagen Ausweise tragen und Sicherheitskontrollen passieren. Während des jeweils bis zu 15-stündigen Startzeitrahmens konnte auch ihre Bewegungsfreiheit eingeschränkt werden. Im nachfolgenden Jahr beklagten sich Anwohner über rücksichtslos fahrende Baustellen-Lkw, die sowohl Personen als auch Häuser gefährdeten. SpaceX erwiderte, man habe die Probleme mit der beauftragten Firma abgeklärt, und es seien mehrere Lkw-Fahrer entlassen worden.
Im Februar 2018 brachte Elon Musk die Anwohner der Region gegen sich auf, als er auf einer Pressekonferenz erklärte, warum Boca Chica der ideale Platz zum Testen der neuen Rakete BFR sei: We've got a lot of land with nobody around and so, if it blows up, it's cool. (Wir haben reichlich Land und dort ist niemand, also wenn sie explodiert, ist alles bestens.) Kritisiert wurde auch die Informationspolitik des Unternehmens. Man habe seit 2016 keine Informationen über dessen weitere Pläne erhalten. Rückfragen von Houston Public Media, einer Einrichtung der University of Houston, zu den Klagen der Anwohner ließ SpaceX unbeantwortet. Ein Unternehmenssprecher betonte jedoch, man habe bereits Millionen in das Projekt und in das Anheuern von Arbeitskräften investiert.
SpaceX forcierte ab 2019 den Aufkauf von Häusern in dem Dorf. Wahrscheinlich ermöglichte das texanische Recht es auch, die verbleibenden Anwohner wegen öffentlichem Interesse am Betrieb des Weltraumbahnhofs zum Verkauf zu zwingen.
2024 berichtete Reuters, dass die Ansiedlung der Starbase in der zuvor strukturschwachen Region und deren Ausstattung mit Subventionen und Steuervergünstigungen mit intensivem Lobbying bei lokalen Politikern einherging. Demnach seien 2014 die Wahlkampagnen mehrerer wohlgesonnener Lokalpolitiker mit 150.000 US-Dollar und seitdem mit weiteren 500.000 US-Dollar unterstützt worden. Ebenfalls 2024 verklagten die Spielemacher von Cards Against Humanity Haupteigentümer Elon Musk für die unbefugte Nutzung ihres Grundstücks in der Region durch SpaceX.

## Startliste
Folgende Flüge starteten von der Starbase. Erfolgreiche Flüge sind gekennzeichnet, nicht aber Teilerfolge oder Fehlschläge, weil es keine eindeutigen  Kriterien zur Unterscheidung zwischen Teilerfolg und Fehlschlag bei Testflügen gibt.
| Lfd. Nr.                                               | Datum (UTC)               | Raketen- Prototyp         | Nutzlast / Mission        | Höhe (km)                 | Anmerkungen |
| Erste Triebwerkstestflüge                              | Erste Triebwerkstestflüge | Erste Triebwerkstestflüge | Erste Triebwerkstestflüge | Erste Triebwerkstestflüge | Erste Triebwerkstestflüge |
| ------------------------------------------------------ | ------------------------- | ------------------------- | ------------------------- | ------------------------- | --- |
| 01                                                     | 26. Juli 2019             | Starhopper                | –                         | 0,02                      | Erfolg, Testflug mit Landung |
| 02                                                     | 27. Aug. 2019             | Starhopper                | –                         | 0,15                      | Erfolg, Testflug mit Landung |
| Testflüge von Prototypen der Zweitstufe                |                           |                           |                           |                           | |
| 03                                                     | 4. Aug. 2020              | Starship SN5              | –                         | 0,15                      | Erfolg, Testflug mit Landung |
| 04                                                     | 3. Sep. 2020              | Starship SN6              | –                         | 0,15                      | Erfolg, Testflug mit Landung |
| 05                                                     | 9. Dez. 2020              | Starship SN8              | –                         | 12,5                      | Testflug mit Bruchlandung Zu wenig Triebwerksschub beim Landeanflug wegen zu geringem Tankdruck; das Starship zerschellte auf dem Boden. |
| 06                                                     | 2. Feb. 2021              | Starship SN9              | –                         | 10                        | Testflug mit Bruchlandung Eines der Triebwerke zündete während des Landevorgangs nicht; das Starship zerschellte auf dem Boden. |
| 07                                                     | 3. März 2021              | Starship SN10             | –                         | 10                        | Testflug mit Bruchlandung Mehrere Landebeine rasteten nicht ein und das im Endanflug aktive Triebwerk entwickelte zu wenig Schub. Das Starship setzte zu hart auf, wurde dabei beschädigt, geriet in Brand und explodierte einige Minuten später. |
| 08                                                     | 30. März 2021             | Starship SN11             | –                         | 10                        | Testflug mit Explosion Durch ein Methanleck an einem der Triebwerke entstand ein Brand, der Teile der Avionik zerstörte und unmittelbar nach der Zündung für den Landeanflug zur Explosion des Starship führte.                                   |
| 09                                                     | 5. Mai 2021               | Starship SN15             | –                         | 10                        | Erfolg, Testflug mit Landung |
| Testflüge der gesamtem Rakete (Integrated Flight Test) |                           |                           |                           |                           | |
| 10                                                     | 20. Apr. 2023             | Starship 24 Booster 7     | 1. Testflug (IFT-1)       | 39                        | suborbitaler Testflug mit Explosion Wegen eines Treibstofflecks entstand ein Brand in der Triebwerkssektion der Erststufe. Die Rakete geriet außer Kontrolle und wurde nach knapp 4 Minuten Flugzeit gesprengt.                                   |
| 11                                                     | 18. Nov. 2023             | Starship 25 Booster 9     | 2. Testflug               | 148                       | suborbitaler Testflug mit Explosionen Der Super-Heavy-Booster explodierte kurz nach der Stufentrennung, das Starship nach insgesamt etwa acht Minuten Flugzeit.                                                                                   |
| 12                                                     | 14. März 2024             | Starship 28 Booster 10    | 3. Testflug               | 234                       | suborbitaler Testflug mit Zerstörung Der Booster explodierte kurz vor der geplanten Wasserung, das Starship brach während des Wiedereintritts in die Atmosphäre auseinander.                                                                      |
| 13                                                     | 6. Juni 2024              | Starship 29 Booster 11    | 4. Testflug               | 213                       | Erfolg, suborbitaler Testflug mit Wasserungen |
| 14                                                     | 13. Okt. 2024             | Starship 30 Booster 12    | 5. Testflug               | 212                       | Erfolg, suborbitaler Testflug mit erfolgreicher Rückkehr der ersten Stufe und Wasserung des Starship |
| 15                                                     | 19. Nov. 2024             | Starship 31 Booster 13    | 6. Testflug               | 190                       | Erfolg, suborbitaler Testflug mit Wasserungen Ungeplante Wasserung des Boosters und geplante Wasserung des Starships. |
| 16                                                     | 16. Jan. 2025             | Starship 33 Booster 14    | 7. Testflug               | 146                       | suborbitaler Testflug mit erfolgreicher Rückkehr der ersten Stufe und Explosion des Starship |
| 17                                                     | 6. März 2025              | Starship 34 Booster 15    | 8. Testflug               | 146                       | suborbitaler Testflug mit erfolgreicher Rückkehr der ersten Stufe und Explosion des Starship |
| 18                                                     | 28. Mai 2025              | Starship 35 Booster 14    | 9. Testflug               | 189                       | suborbitaler Testflug mit Absturz des Boosters und Versagen des Starship |